# Aldo van den Nieuwelaar
Adrianus Petrus Maria (Aldo) van den Nieuwelaar (Tilburg, 23 november 1944 – Amsterdam, 23 september 2010), was een Nederlands vormgever en architect. 

## Leven
Hij studeerde aan de Academie voor Beeldende Kunst in Breda en richtte 1969 hij zijn eigen studio op. Met zijn eerste inspirators waren Benno Premsela en Edo Spier werkte hij in strenge minimalistische geometrische vormen. Geïnspireerd door Gerrit Rietveld, De Stijl en het Bauhaus, ontwierp hij meubels, tapijten, lampen, lichtsculpturen en een bouwsysteem.
In 1968 ontwierp Van den Nieuwelaar een serie innovatieve tl-lampen in gebogen stalen buizen, uitgevoerd in wit en chroom. Een klassieker werd zijn TC6 die bestond uit een vierkant doosje (oorspronkelijk een kubus) waaraan een cirkelvormige tl-buis. Tot zijn bekendste ontwerpen behoren de zogenaamde A'dammers, een serie smalle kasten met rolluiken uit 1973 voor Pastoe. 
Van den Nieuwelaar was als architect verantwoordelijk voor het ontwerp van het metrostation Waterlooplein in Amsterdam.
In 1980 werd Van den Nieuwelaar onderscheiden met de prijs van de American Society of Interior Designers (ASID Award). In 1986 ontving hij de Kho Liang Ie-prijs. 
Van den Nieuwelaar was verantwoordelijk voor het lichtontwerp in diverse publieke ruimtes. Zijn ontwerpen zijn tentoongesteld in het Stedelijk Museum in Amsterdam, Museum Boijmans Van Beuningen in Rotterdam, het Van Abbemuseum Eindhoven en het Museum of Modern Art in New York.

## A'dammers
A'dammers, uitgesproken Amsterdammers is de naam van een reeks opbergkasten. Hij maakte de eerste versie eigenlijk voor zichzelf. Hij wilde een boeken- en platenkast zonder deuren, maar ze moest wel afsluitbaar zijn. De kasten zijn herkenbaar aan de ronde top (gelijkend op die van Amsterdammertjes) en stijlen met een geleidesysteem, waarin een soort kunststof rolluik op en neer bewogen kan worden. Door dat rolluik te voorzien van reliëf kan het op elke hoogte vastgepakt worden om het in beweging de zetten. Een prototype had nog geen reliëf en die viel daarom af; er zou een handvat bij moeten. De kast werd gefabriceerd door Pastoe. De kasten gingen de hele wereld over en zijn zelfs te zien in de serie Star Trek: The Next Generation (Data en Tasha Yar leunen erop). Het kasttype werd een zegen en een vloek voor Van den Nieuwelaar. In de oplopende jaren wilde hij een hogere royalty-afdracht om zijn enigszins luxe leven te kunnen volhouden. Anderzijds werden er natuurlijk minder exemplaren verkocht. Pastoe wilde niet mee in de verhoging van die royalties, waarop uitgebreide kostbare rechtszaken volgden, die noch in het voordeel van de een noch in het voordeel van de ander werkten. Een variant de sideboard (een kast met een horizontaal bewegend deel) kwam daardoor (toen) niet op de markt. Van den Nieuwelaar vond het gebrek aan erkenning, zeker toen Pastoe gelijkende meubels van Klaus Vogt ging verkopen. Hij werd daar zo neerslachtig van dat een vriend hem op gegeven moment opgehangen terugvond; hij had zichzelf van het leven beroofd. 

## Familie
Van den Nieuwelaar was zoon van Maria Cornelia Hüsstege en  Petrus Adrianus van den Nieuwelaar. 
Hijzelf was bekend homofiel die verhoudingen had met de Amerikaanse architect David Griffith, pianist Youri Egorov en landschapsarchitect Jan Brouwer. Hij vluchtte in de jaren van een om zich heen grijpende Aidsepidemie min of meer naar Italië; hij verloor in 1988 zijn vriend Youri Egorov aan die ziekte. Hij had voor Egorov de platenhoezen ontworpen in de serie (en box) Legacy  Broer Marius van den Nieuwelaar voerde sommige ontwerpen van Aldo uit. 
- Biografisch Portaal: 53144268
- Gemeinsame Normdatei: 1191220486
- International Standard Name Identifier: 0000 0003 9688 0040
- Nederlandse Thesaurus van Auteursnamen: 16762105X
- RKD-Nederlands Instituut voor Kunstgeschiedenis: 59522
- Union List of Artist Names: 500473235
- Virtual International Authority File: 291948607
- WorldCat: E39PBJp9wjctQV3dYv8CW9vmBP